# Ductifera
Ductifera és un gènere de fongs de l'ordre dels auricularials (Auriculariales). El gènere es troba àmpliament, sobretot en regions tropicals, i consta d'onze espècies. El gènere va ser establert pel micòleg nord-americà Curtis Gates Lloyd l'any 1917.